# Histoire de la métallurgie et de la sidérurgie dans le bassin lorrain
L'histoire de la métallurgie et de la sidérurgie dans le bassin lorrain est liée à la découverte des ressources géologiques, à l'exploitation et à l'industrialisation du bassin ferrifère situé dans le sud de la province de Luxembourg (Belgique), le nord de la Lorraine (France) et le sud-ouest du Grand-Duché de Luxembourg.
Cette activité connaît son essor lors de la seconde moitié du XIXe siècle pour s'essouffler une centaine d'années plus tard, principalement dans les années 1970-1980, avec la crise de la sidérurgie dans le bassin lorrain. Toutefois une partie de l'activité sidérurgique subsiste encore en France et au Luxembourg, mais à une bien moindre échelle et avec un avenir assez sombre.

## Localisation
Le bassin sidérurgique est situé dans le sud de la province de Luxembourg (Belgique), le nord de la Lorraine (France) et le sud-ouest du Grand-Duché de Luxembourg avec comme principaux centres Athus en Belgique, Longwy, Briey, Thionville, Pont-à-Mousson et Neuves-Maisons en France, Esch-sur-Alzette au Luxembourg.

## Historique
Les composés de fer constituent 5 % environ de l'écorce terrestre. Ils sont présents dans bien des régions du monde, sans impliquer systématiquement une possibilité d'exploitation. La minette lorraine, ce minerai de fer à la base du développement industriel de la sidérurgie lorraine, est utilisée dès le Ve siècle de notre ère, et peut-être même un peu avant. De premiers centres de production, proto-industriels, apparaissent dans le Pays Haut, un gisement ferrifère qui s'étend sur 94 000 hectares d'un seul tenant, et sur le Plateau de Haye, une région proche de Nancy. Ce début d'une exploitation de cette minette sédimentaire se situe donc bien avant l'appartion des hauts fourneaux, et s'additionne à l'exploitation de minerai dit de fert-fort disponible en surface dans les mêmes zones géographiques. La fonte du minérai nécessite également des ressources forestières, disponibles dans ces régions,. 
À partir de la fin du XVIIIe siècle, les effets de la croissance démographique, de l'évolution du monde agricole, de l'apport de la machine à vapeur et des chemins de fer se conjuguent pour accroître la demande de fers ouvrés, tirant l'activité sidérurgique. Les activités d'extraction du minerai, et de son exploitation ( métallurgie ou sidérurgie ) deviennent des éléments majeurs de l'économie de la Lorraine entre les XIXe et XXe siècles.  On passe alors au haut fourneau qui a une capacité de production bien plus grande. Divers procédés et techniques révolutionnent la sidérurgie à cette époque, dont notamment le procédé Thomas, remarquablement bien adapté au minerai de fer local. En 1869, avant la guerre franco-allemande de 1870, les deux départements de Meurthe et de Moselle produisent 1,4 % de l'acier français ; en 1913 l'acier Thomas des usines de la seule Meurthe-et-Moselle correspond à 69 % de la production nationale. Quant à l'Allemagne, profitant des gisements de la Lorraine annexée et de la cartellisation des industries, elle produit à cette date 11,2 Mt, dépassant nettement le Royaume-Uni, dont la production stagne à 5,3 Mt.
Au lendemain de la seconde Guerre mondiale, la sidérurgie lorraine est au cœur des préoccupations de la Communauté européenne du charbon et de l'acier (CECA). Dans la loi du 10 avril 1952 ratifiant le traité instituant la CECA, l'article 2 prescrivait au gouvernement français « d'engager, avant l'établissement du marché commun, des négociations avec les gouvernements intéressés, pour aboutir à une réalisation rapide de la canalisation de la Moselle entre Thionville et Coblence. » Le but de cette canalisation était de permettre à la sidérurgie lorraine d'abaisser ses prix de revient par une sensible réduction de ses frais de transport, tant pour l'importation du coke de la Ruhr, que pour l'exportation de sa production,,,.
En 1955, les mines de fer lorraines emploient quelque 25 000 salariés, mais les géologues anticipent leur épuisement et on prépare la sidérurgie sur l'eau à Dunkerque et Fos-sur-Mer.
Au milieu des années 1970, le Plan Barre entraine la crise de la sidérurgie dans le bassin lorrain et met fin à la prospérité de ces industries. Seules quelques usines isolées subsistent encore aujourd'hui,.